# Jack Fernandes
Jack Fernandes (26 januari 1934 - New York, 29 april 2021) was een Surinaams directeur en sporter. Hij was directielid van Firma I. Fernandes en Son. Als golfer speelde hij de eerste internationale golfwedstrijd voor Suriname.

## Biografie
Jack Fernandes was een zoon van Jules Fernandes, de directeur van Firma I. Fernandes en Son.  Hij had een broer, René Fernandes. Als kind was hij muzikaal. Op zijn tiende speelden hij en Celine Fernandes viool en piano tijdens een kinderconcert in Bellevue. Hij huwde met Marina Marrero.
Hij was een actief golfer. In 1961 won hij de Shell Cup in de finale tegen A. Hedges. Op 5 en 6 november 1961 speelde hij als eerste Surinamer een eerste internationale wedstrijd. Hij kwam uit tegen Frits Zinhagel uit Curaçao. Hij won de wedstrijd in Suriname en Zinhagel in Curaçao; Fernandes won uiteindelijk met negen punten verschil.
Hij volgde het voorbeeld van zijn broer René en trad ook toe tot het bedrijf van hun vader. Later namen de twee broers de leiding van de Fernandes Group over. Het bedrijf had eind jaren 1990 bijna duizend medewerkers. Het is actief in meerdere branches en verkoopt onder eigen naam en heeft de exclusieve verkoop van onder meer het merk Coca Cola. In zijn woning in Suriname kwam de liefde voor moderne kunst en mondaine smaak tot uiting.
Hij woonde aan het eind van zijn leven in Virginia in de Verenigde Staten en overleed uiteindelijk in het Presbyterian Weill Cornell Medical Center in New York. Jack Fernandes is 87 jaar oud geworden.